# Alfred Menezes
Pour les articles homonymes, voir Menezes.
Alfred J. Menezes est un cryptographe et mathématicien canadien, co-auteur de plusieurs livres sur la cryptographie, dont le Handbook of Applied Cryptography, et il est professeur de mathématiques à l'université de Waterloo au Canada .

## Éducation
La famille d'Alfred Menezes est originaire de Goa, un État de l'ouest de l'Inde, mais il est né en Tanzanie et a grandi au Koweït, à l'exception de quelques années dans un pensionnat en Inde. Ses diplômes de premier cycle et de cycles supérieurs sont de l'université de Waterloo  :302.

## Carrière académique
Après cinq ans d'enseignement à l'université d'Auburn, il est retourné en 1997 à l'université de Waterloo, où il est maintenant professeur de mathématiques au Département de combinatoire et d'optimisation. Il a cofondé et est membre du Center for Applied Cryptographic Research (en), et en a été le directeur général. Les principaux domaines de recherche de Menezes sont la cryptographie sur les courbes elliptiques (ECC), la sécurité prouvable et les domaines connexes. Il est citoyen canadien.
Le livre de Menezes Elliptic Curve Public Key Cryptosystems, publié en 1993, a été le premier livre entièrement consacré à l'ECC. Il est co-auteur du livre de référence largement utilisé Handbook of Applied Cryptography. Menezes a été organisateur de conférences ou membre du comité de programme d'une cinquantaine de conférences sur la cryptographie. Il a été président du programme pour Crypto 2007 et, en 2012, il a été conférencier invité à Eurocrypt.
En 2001, Menezes a remporté la médaille Hall de l'Institut de combinatoire et ses applications.

## Livres
- Alfred J. Menezes, Paul C. van Oorschot et Scott A. Vanstone, Handbook of Applied Cryptography, CRC Press, 1996 (ISBN 0-8493-8523-7, lire en ligne)
- D. Hankerson, S. Vanstone et A. Menezes, Guide to Elliptic Curve Cryptography, New York, Springer, coll. « Springer Professional Computing », 2004 (ISBN 0-387-95273-X, DOI 10.1007/b97644)
- Alfred J. Menezes, Elliptic Curve Public Key Cryptosystems, Kluwer Academic Publishers, 1993 (ISBN 0-7923-9368-6, lire en ligne)
- Alfred Menezes, Ian Blake, Shuhong Gao, Ron Mullin, Scott Vanstone et Tomik Yaghoobian, Applications of Finite Fields, Kluwer Academic Publishers, 1993 (ISBN 0-7923-9282-5, lire en ligne)

## Publications (sélection)
- "Computing discrete logarithms in cryptographically-interesting characteristic-three finite fields" (avec G. Adj, I. Canales-Martinez, N. Cruz-Cortes, T. Oliveira, L. Rivera-Zamarripa et F. Rodriguez-Henriquez), Cryptology ePrint Archive: Report 2016/914. https://eprint.iacr.org/2016/914
- "Another look at tightness II: Practical issues in cryptography" (avec S. Chatterjee, N. Koblitz et P. Sarkar), Mycrypt 2016, Lecture Notes in Computer Science, 10311 (2017), 21–55. DOI 10.1007/978-3-319-61273-7_3
- "Another look at HMAC" (avec N. Koblitz), Journal of Mathematical Cryptology, 7 (2013), 225–251. DOI 10.1515/jmc-2013-5004
- "Elliptic curve cryptography: The serpentine course of a paradigm shift" (avec A. H. Koblitz et N. Koblitz), Journal of Number Theory, 131 (2011), 781–814. DOI 10.1016/j.jnt.2009.01.006
- « Another look at 'provable security' » (avec N. Koblitz), Journal of Cryptology, 20 (2007), 3–37. DOI 10.1007/s00145-005-0432-z
- "An efficient protocol for authenticated key agreement" (avec L. Law, M. Qu, J. Solinas et S. Vanstone), Designs, Codes and Cryptography, 28 (2003), 119–134. DOI 10.1023/A:1022595222606
- "Solving elliptic curve discrete logarithm problems using Weil descent" (avec M. Jacobson et A. Stein), Journal of the Ramanujan Mathematical Society, 16 (2001), 231–260.
- "The elliptic curve digital signature algorithm (ECDSA)" (avec D. Johnson et S. Vanstone), International Journal on Information Security, 1 (2001), 36–63. DOI 10.1007/s102070100002
- "Analysis of the Weil descent attack of Gaudry, Hess and Smart" (avec M. Qu), Topics in Cryptology – CT-RSA 2001, Lecture Notes in Computer Science, 2020 (2001), 308–318. DOI 10.1007/3-540-45353-9_23
- "Unknown key-share attacks on the station-to-station (STS) protocol" (avec S. Blake-Wilson), Proceedings of PKC '99, Lecture Notes in Computer Science, 1560 (1999), 154–170. DOI 10.1007/3-540-49162-7_12
- "Reducing elliptic curve logarithms to logarithms in a finite field" (avec T. Okamoto et S. Vanstone), IEEE Transactions on Information Theory, 39 (1993), 1639–1646. DOI 10.1109/18.259647